# Фордерер-Брохкогль
Фордерер Брохкогль (нім. вимова: [ˈfɔʁdəʀɐ ˈbʀɔχˌkoːɡl̩] ( прослухати)) — гора у білому кряжі Ецтальських Альп. Розміщена у федеральній землі Тіроль. Є шостою за висотою вершиною Ецтальських Альп.
Перше сходження на неї було здійснено в 1851, з метою військового картографування. У 1861 чи 1862 засновником німецького альпійського клубу пастором Францом Сеном з студентами Едуардом Нойраутером, Йоганном Купріяном і Йоганном Калінгером, було здійснене перше туристичне сходження, яким керував Бенедикт Кльоц. Франц Сен записав для свого сходження 1861 рік у своєму Touristenkalender 1869
, а Теодор Петерсен у  Zeitschrift des Deutschen und Oesterreichischen Alpenvereins натомість подає 1862.

## Картинки

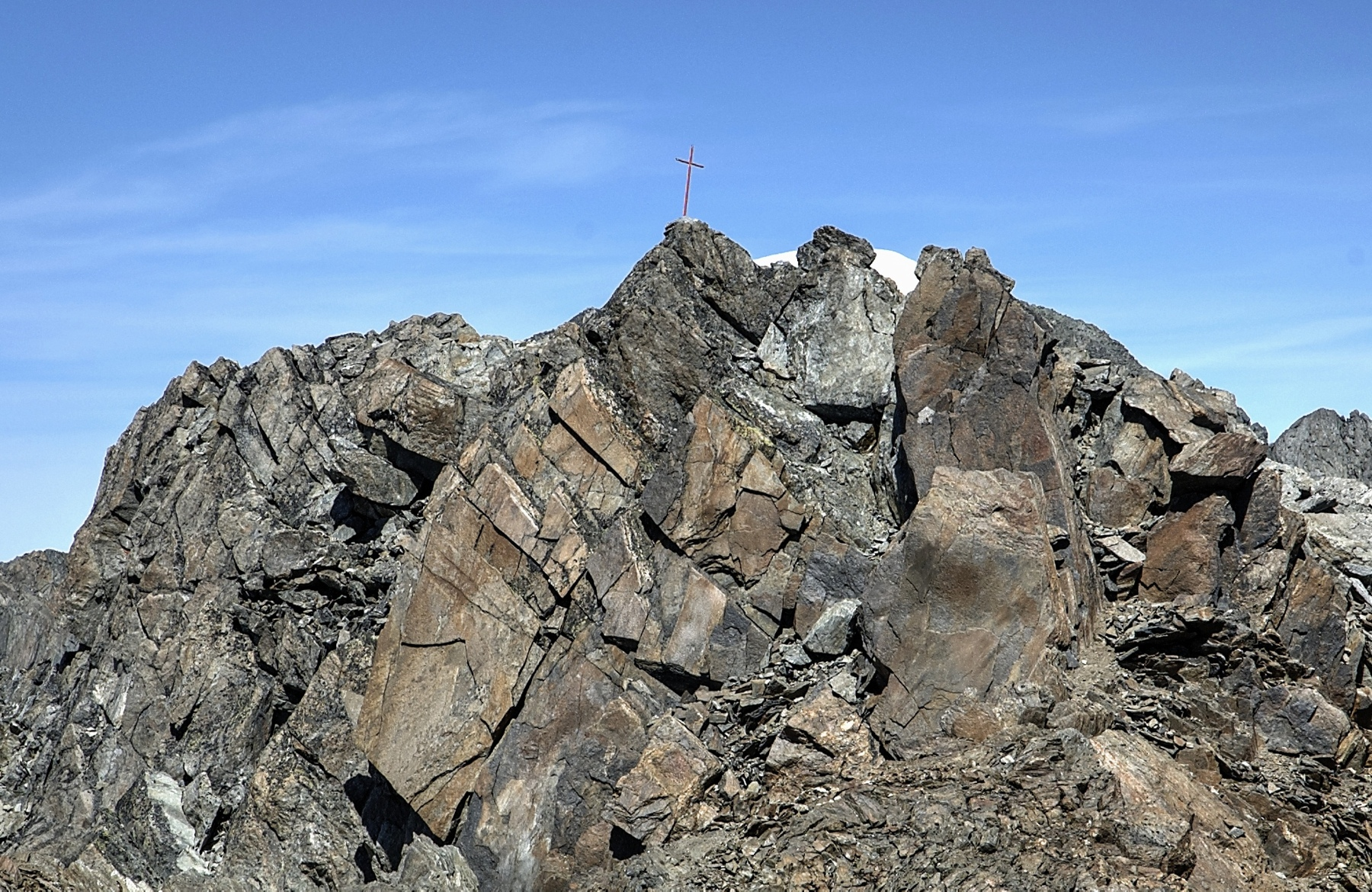
Вершина
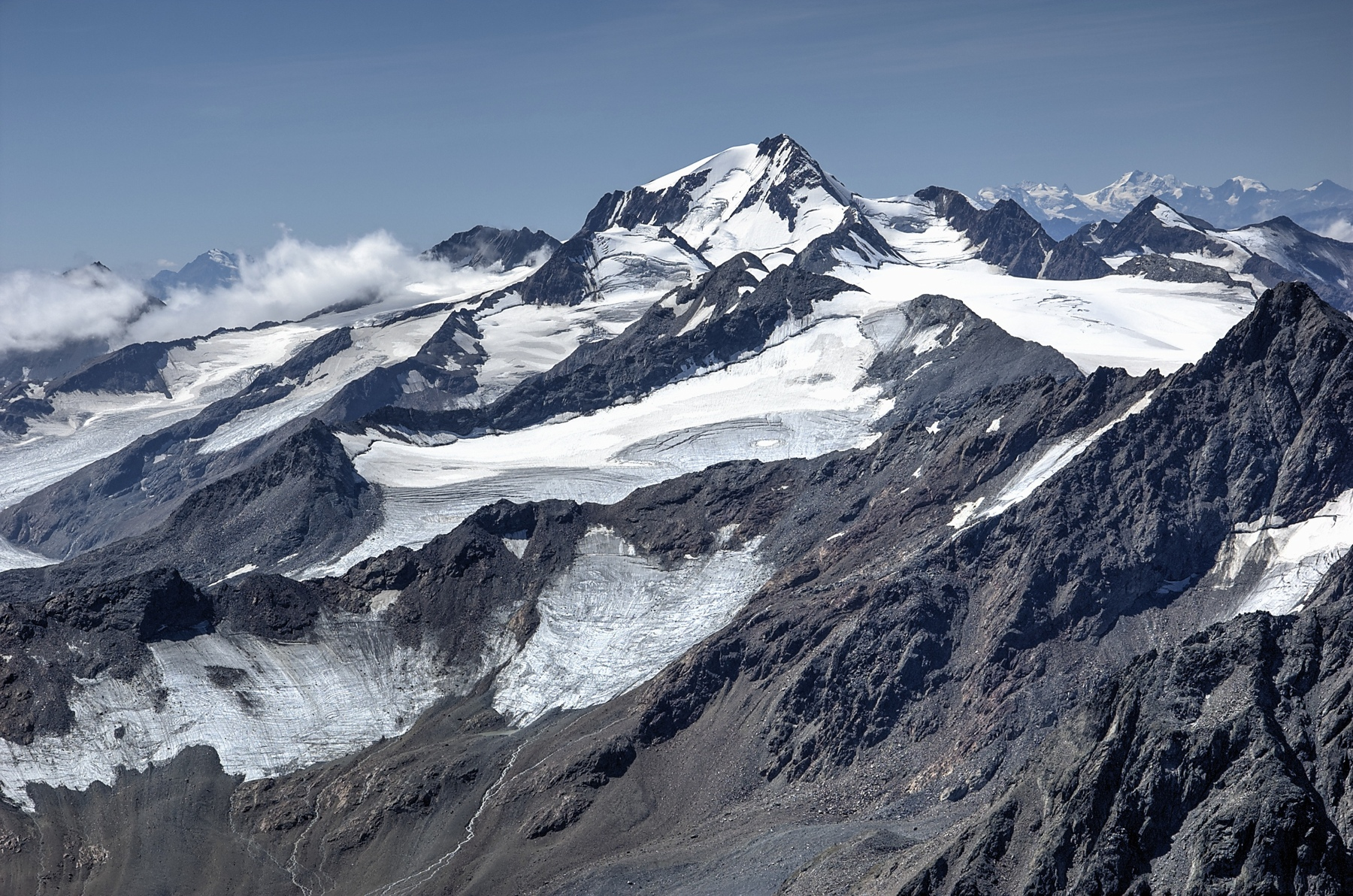
Вид з вершини на Вайскугель та масив Берніна справа за ним
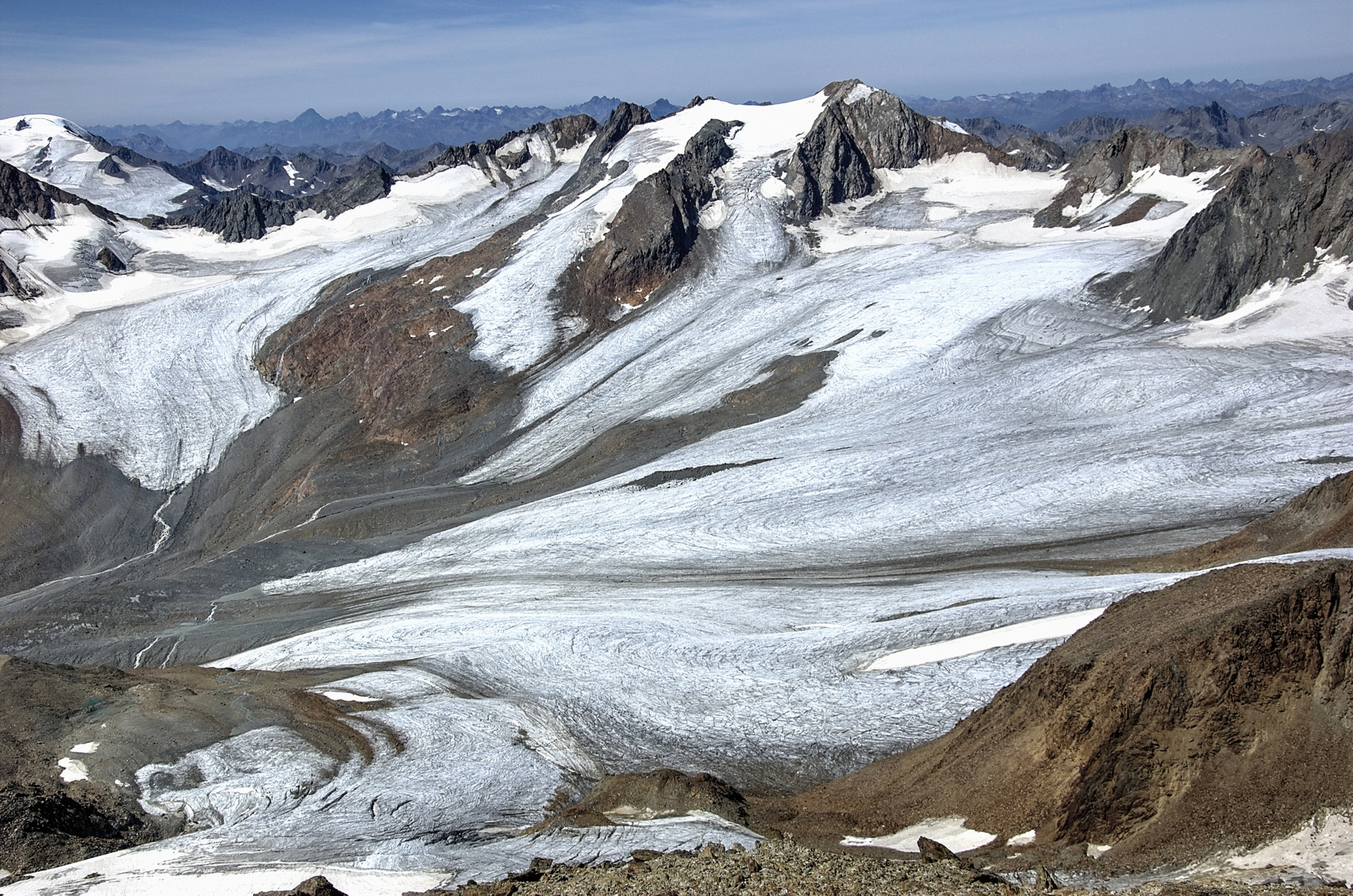
Вид у напрямку Vernagtferner[de] з Гохвернагтшпіце
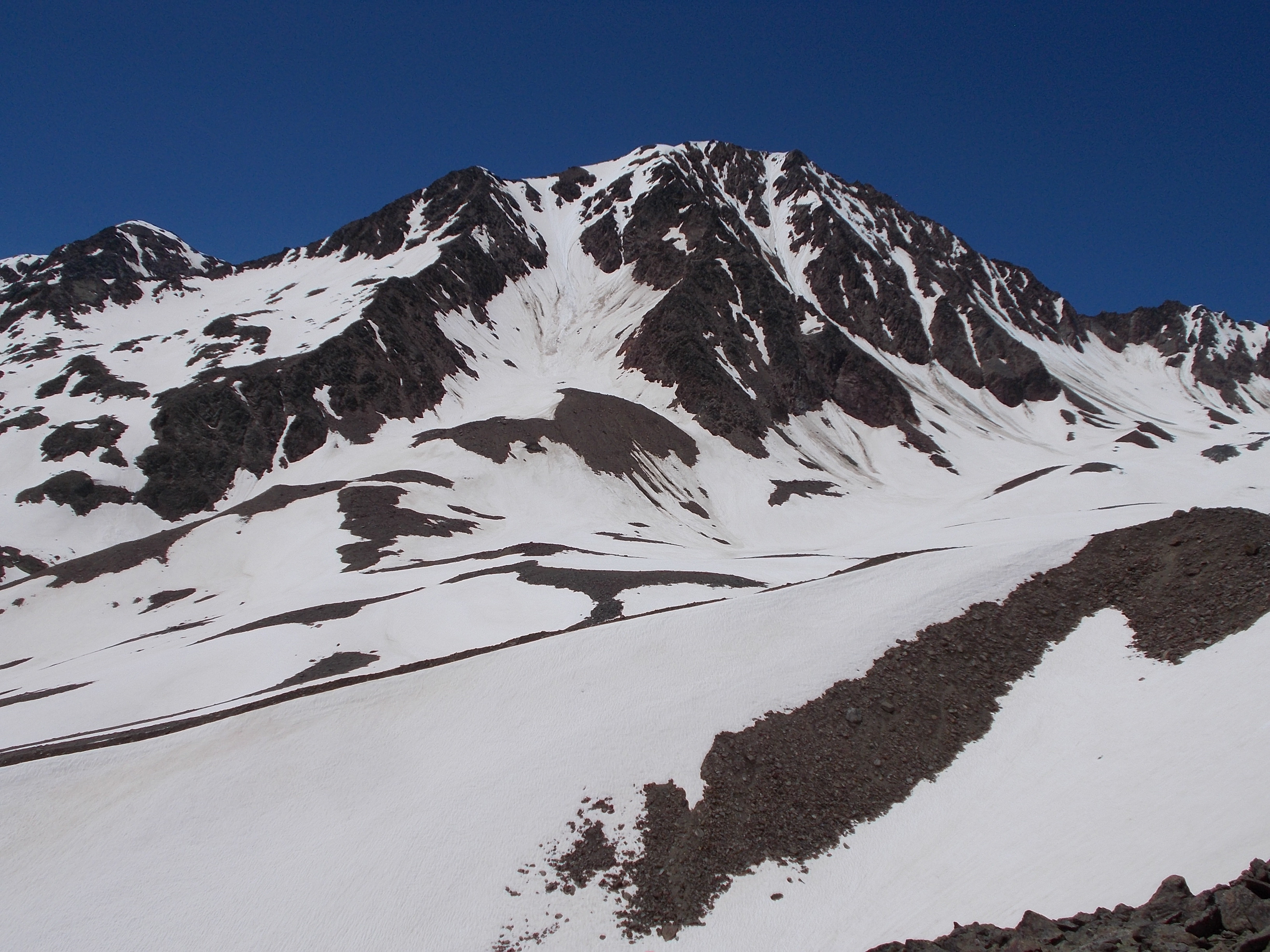
Platteikogel (зліва на фоні) і Фордерер Брохкогль як видно з Mitterkar
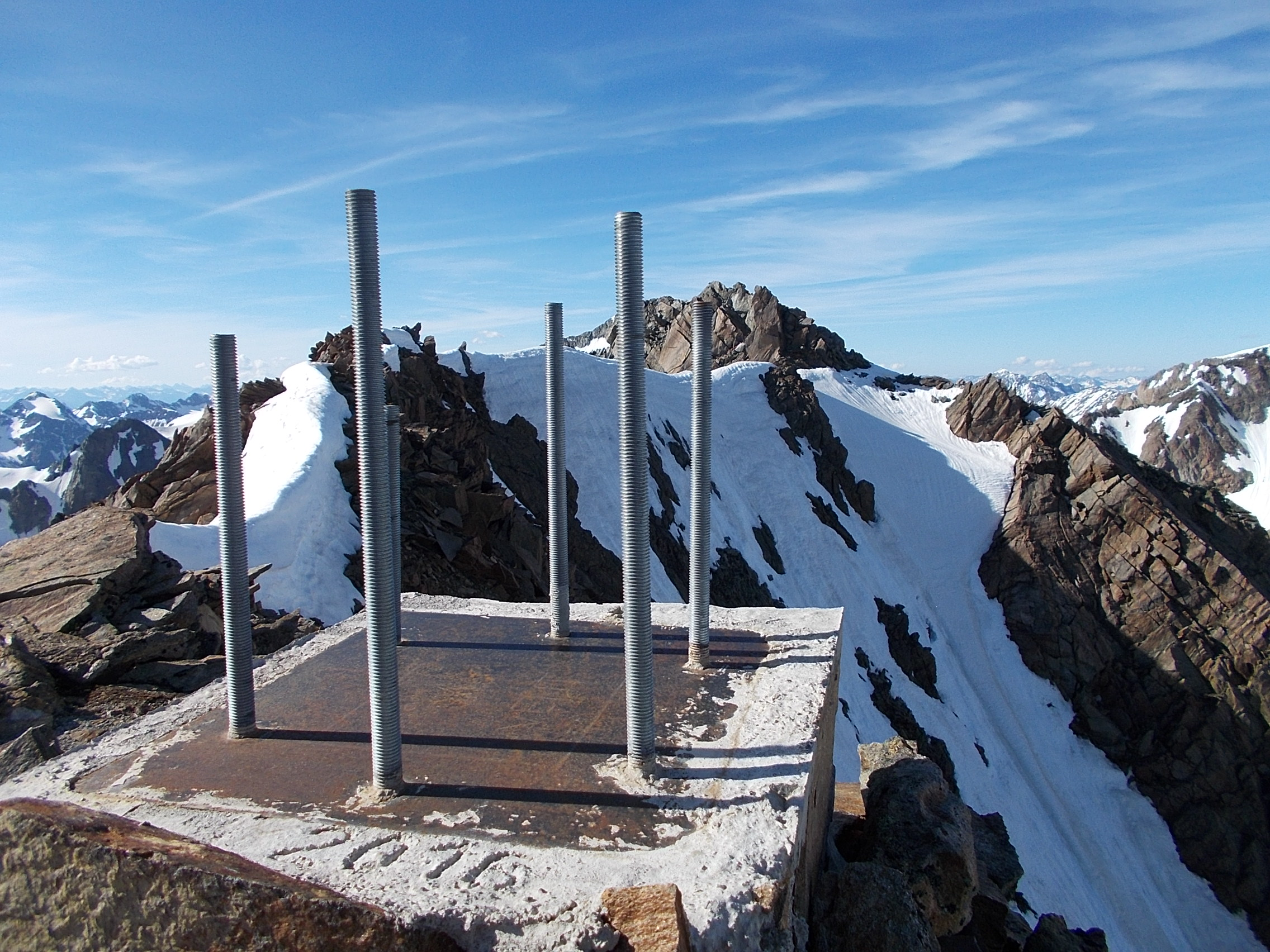
Фундамент поблизу вершини

## Зноски
1. ↑  Franz Senn: Touristenkalender 1869, S. 301
2. ↑  Theodor Petersen in der Zeitschrift des Deutschen und Oesterreichischen Alpenvereins, Band VII, München 1876, S. 222